# Oreo kidman
Oreo kidman är en spindelart som beskrevs av Norman I. Platnick 2002. Oreo kidman ingår i släktet Oreo och familjen Gallieniellidae.
Artens utbredningsområde är Northern Territory, Australien. Inga underarter finns listade i Catalogue of Life.